# Aghbalou (Algérie)
Pour l’article homonyme, voir Aghbalou.
Aghbalou est une commune de la daira de M'Chedallah dans la région de Kabylie en Algérie. La population est estimée à environ 20 000 habitants et est située à l'est de la wilaya de Bouira, à la frontière de la wilaya de Tizi Ouzou et de Béjaïa.
Aghbalou est composé de cinq villages : Takerboust, Selloum, Ath Hamdoune, Ighil Ouchekrid et Ivahlal. L'activité principale de la commune d'Aghbalou se concentre dans le domaine agricole et l'élevage.